# Église Saint-Jean-le-Théologien sur la Vitka
L'église Saint-Jean-le-Théologien sur la Vitka (en langue russe : Церковь Иоа́нна Богосло́ва на Ви́тке), est située à Veliki Novgorod, sur la rive droite de la rivière Volkhov à 160 m au sud de l'Église Saints-Boris-et-Gleb-des-Plotnikis.

## Historique et caractéristiques
Élevée entre 1383 et 1384, c'est un édifice à trois nefs, une seule abside, une seule coupole. Sa base est un rectangle de 8 mètres sur 11 mètres environ. La nef centrale est couverte d'une voûte en brique. À l'intérieur, au sud de l'église, se trouve un chœur. L'ensemble répète les traits caractéristiques de l'architecture de Novgorod de la seconde moitié du XIVe siècle, c'est-à-dire simplicité des formes, dimensions modestes.
Au-dessus du portail ébrasé, qui est inhabituel à Novgorod, le décor est identique à celui de l'Église de la Transfiguration-du-Sauveur-sur-Iline: trois fenêtres et deux niches que l'on retrouve encore à l'Église Pierre et Paul des Kojevnikis. L'ensemble est élégant et de proportion harmonieuses. Dans le passé les façades étaient trilobées puis elles ont été modifiées pour faire place à une couverture à 8 versants. Ces façades sont soulignées au sommet par des arcs rampants en pierre calcaire. Les voûtes, la coupole, et la décoration sont réalisées en brique. La richesse de l'ornementation de frises, de dentelures, de niches ne compromet pas l'équilibre de l'église.
Au XVIe siècle un parvis en pierre est construit à l'ouest en même temps qu'une chapelle de la Dormition, chauffée. Au XVIIe siècle - XVIIIe siècle, s'y ajoute encore un petit carillon. Dans le passé l'église a servi de couvent pour femmes.
En 1929 le clocher a été vendu à la ferraille. Les briques du carillon furent destinées à une centrale électrique de la ville.
Lors de la dernière restauration par L. M. Chouilak en 1952 le portail jusqu'alors muré a été découvert dans la façade. Au-dessus de celui-ci trois fenêtres sont percées, avec entre elles deux niches étroites.
À l'époque soviétique, les locaux ont été utilisés comme entrepôt du fait qu'ils étaient situés à proximité d'un accès aux bateaux sur la rivière.
En 2001, l'église sur la Vitka a été confiée à la communauté de Novgorod de l'Église orthodoxe vieille-ritualiste russe. Par la suite, durant quelques années différents travaux de restauration ont été effectués grâce à des moyens financiers du pouvoir fédéral russe et de la communauté des vieux-croyants. En particulier: restauration des murs extérieurs de l'édifice, rénovation des murs entourant le périmètre autour de l'église, du réfectoire, des locaux intérieurs. Lorsque pendant la restauration des murs des couches anciennes de plâtre du XIXe siècle ont été détachées, cela a permis de découvrir des graffiti, textes et dessins datant du Moyen Âge. Dans l'église, un templon traditionnel couvert d'une iconostase a également été restauré en partie. Les icônes n'étaient pas accrochées à un cadre en bois, mais étaient fixées par des rainures sur des planches fixées elles-mêmes aux murs. La restauration est achevée le 14 novembre 2004 et l'église est solennellement consacrée ce jour-là par l'évêque de Kiev et de toute l'Ukraine Savvati.
Actuellement l'église est utilisée par l'Église orthodoxe vieille-ritualiste russe.

## Photographies

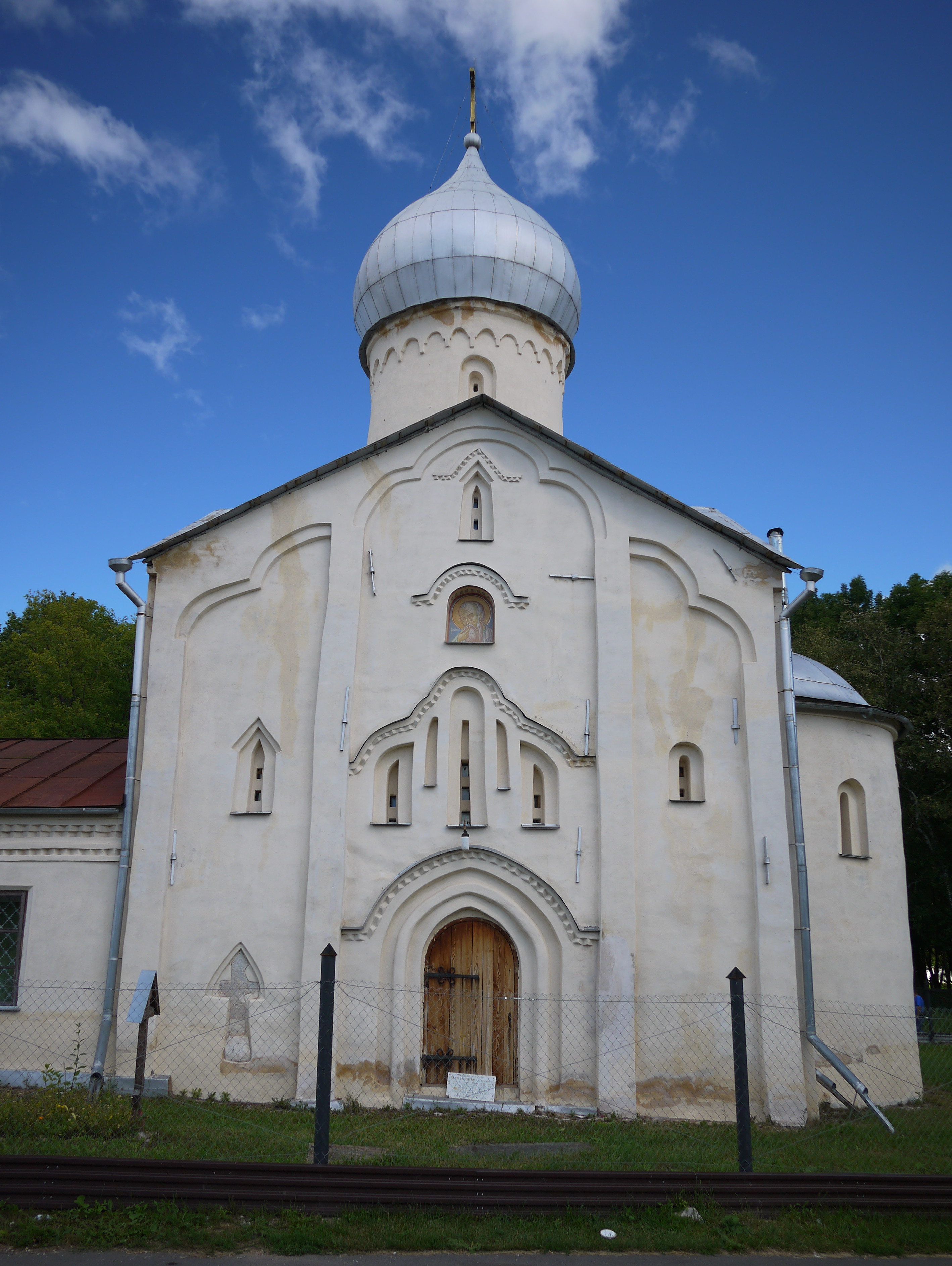
Entrée de l'église.
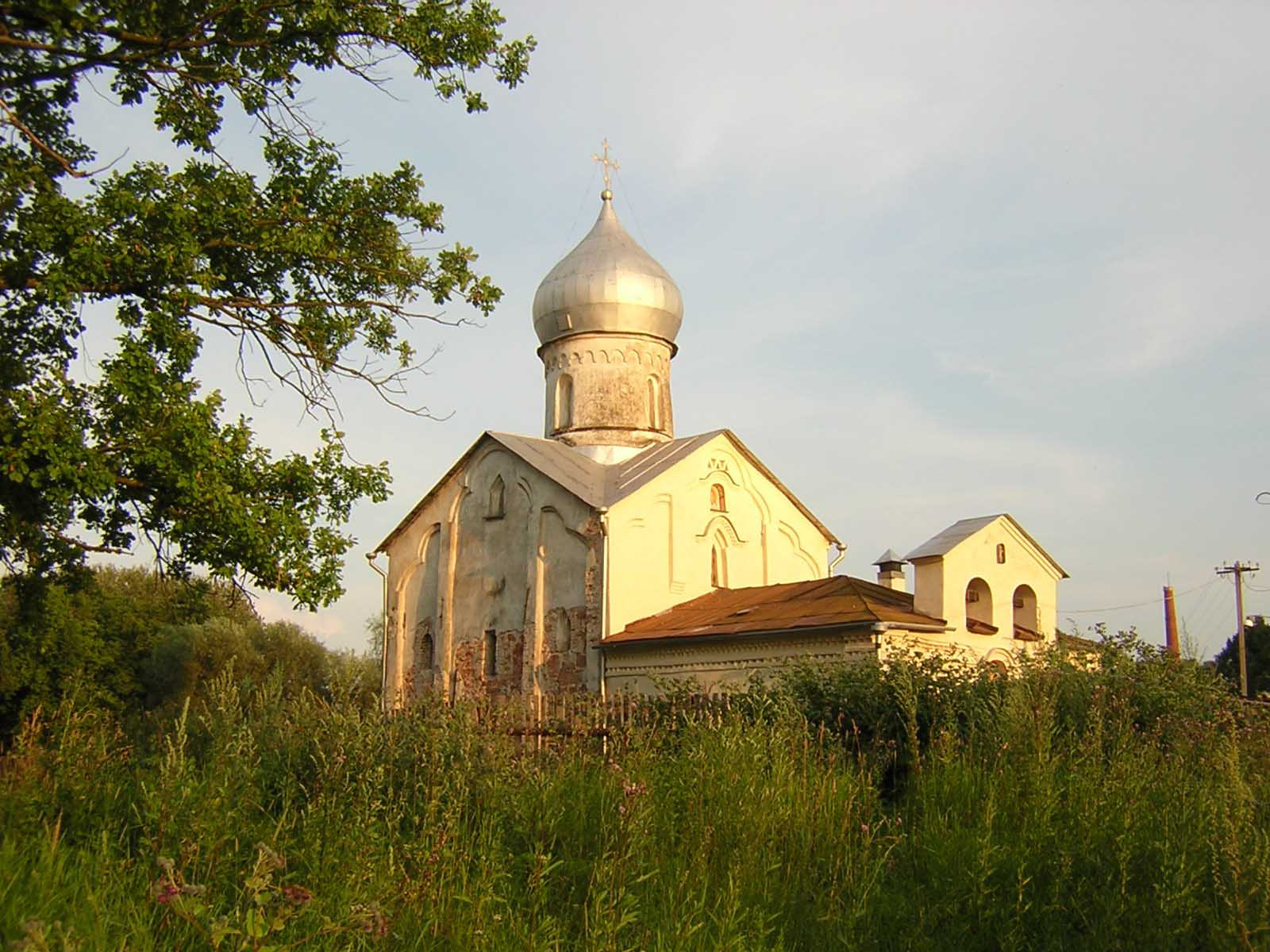
Église vue de loin.
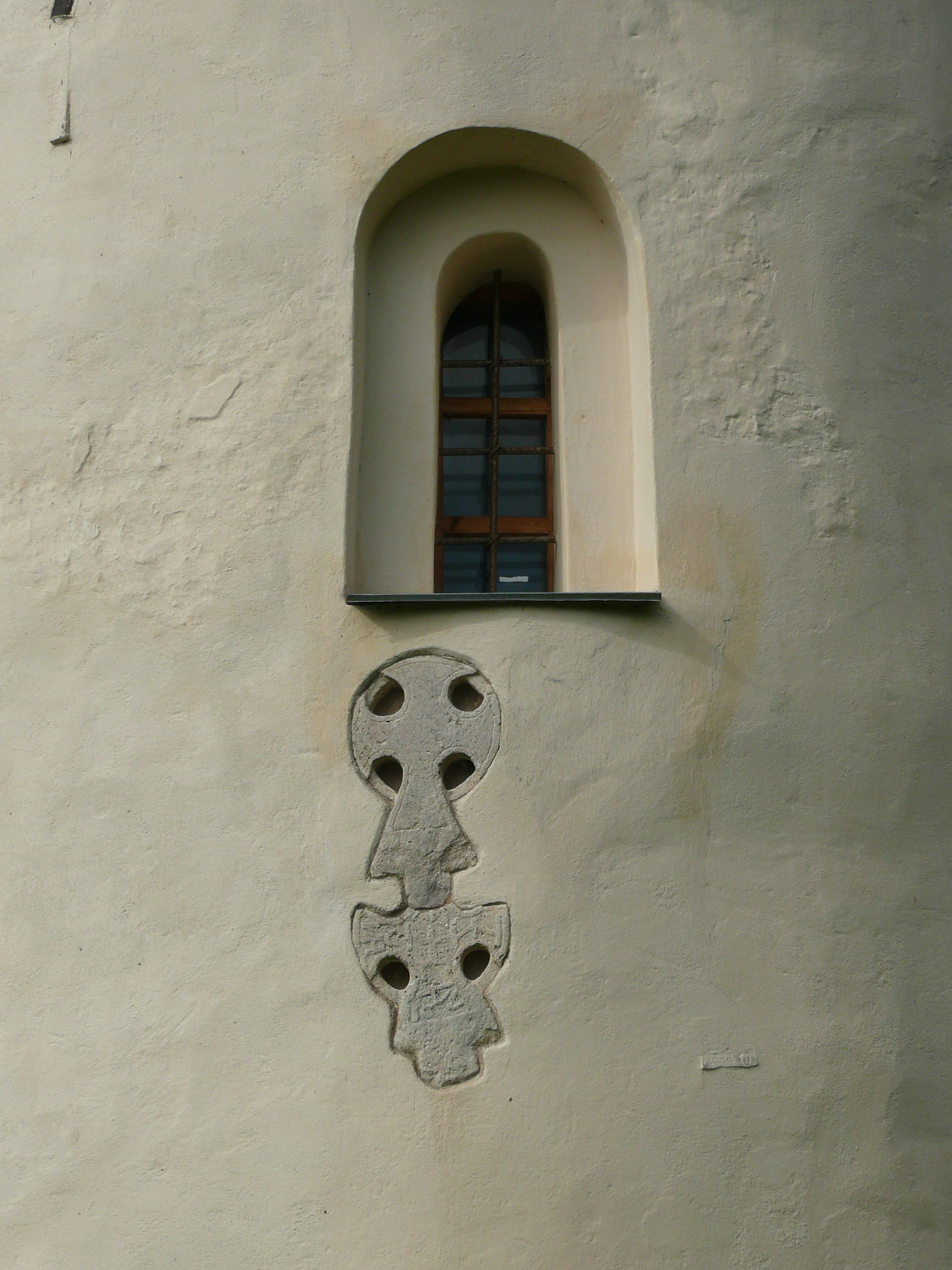
Fenêtre dans l'abside.